# Estación de General Torres
La Estación de General Torres, originalmente conocida como Apeadero de la Calle General Torres, es una plataforma de la línea del Norte, que sirve a parroquias de Santa Marinha, en el Ayuntamiento de Vila Nova de Gaia, en Portugal.

## Características

### Localización y accesos
Se encuentra en el interior de la localidad de Vila Nova de Gaia, junto a la Calle General Torres.

### Descripción física
Contaba, en enero de 2011, con cuatro vías de circulación, todas con 216 metros de longitud; las respectivas plataformas tenían 242 y 237 metros de extensión, y 100 centímetros de altura.

## Historia

### Inauguración
La conexión entre las estaciones de Porto-Campanhã y Vila Nova de Gaia fue inaugurada el 5 de noviembre de 1877.

### sigloXX
En 1902, fue, a petición de la Cámara Municipal de Porto, instalado un sotechado en esta plataforma; que en ese momento, poseía la categoría de apeadero.